# Reve de Beylev
Reve de Beylev, född 13 juni 2005, är en fransk varmblodig travhäst som tränades av Sébastien Guarato och kördes oftast av Jean-Michel Bazire.
Han tävlade mellan åren 2007 till 2015 och inledde med att galoppera för att sedan ta sin första seger i fjärde starten. Under sin karriär sprang han in 1,2 miljoner euro på 102 starter, varav 14 segrar, 19 andraplatser och 13 tredjeplatser. Karriärens största seger kom i Prix du Forez (2012).
Han har även segrat i Prix Jean Cabrol (2011), Prix du Quercy (2011), Prix de Bruxelles (2012) och Prix de La Marne (2013) och på andraplats i Prix Legoux-Longpre (2010), Prix d'Été (2011), Grand Prix Federation Regionale du Nord (2011), Prix des Cévennes (2011), Prix de New York (2012, 2013), Prix Chambon P (2013, 2014), Prix de Washington (2013), Prix de La Ville de La Capelle (2013), Grand Prix de Wallonie (2013) och på tredjeplats i Prix Narquois (2010), Grand Prix du Departement des Alpes-Maritimes (2011), Prix de La Marne (2012), Grand Critérium de Vitesse (2012, 2013), Prix Chambon P (2012), Prix Jean-Luc Lagardère (2012), Prix des Ducs de Normandie (2014) och Prix René Ballière (2014) och Grand Prix Federation Regionale du Nord (2014).

## Statistik
| Statistik för Reve de Beylev (Ref.) | Statistik för Reve de Beylev (Ref.) | Statistik för Reve de Beylev (Ref.) | Statistik för Reve de Beylev (Ref.) | Statistik för Reve de Beylev (Ref.) | Statistik för Reve de Beylev (Ref.) |
| ----------------------------------- | ----------------------------------- | ----------------------------------- | ----------------------------------- | ----------------------------------- | ----------------------------------- |
| Starter                             | Placeringar                         | Startprissumma                      | Segerprocent                        | Platsprocent                        | Rekord                              |
| 102                                 | 14-19-13                            | 1 234 060 euro                      | 14 %                                | 45 %                                | 1.09,5ak,                           |

### Större segrar
| År   | Lopp             | Kusk        | Vinstbelopp | Grupp   |
| ---- | ---------------- | ----------- | ----------- | ------- |
| 2011 | Prix Jean Cabrol | Éric Raffin | 33 750 EUR  | Grupp 3 |
| 2012 | Prix du Forez    | Éric Raffin | 55 000 EUR  | Grupp 3 |